# Fréménil
Fréménil est une commune française située dans le département de Meurthe-et-Moselle en région Grand Est.

## Géographie

### Localisation
- Située à 18 km de Lunéville, 50 km de Nancy à l’ouest et à 12 km de Blâmont à l’est.
- Situé entre l’altitude 240 et 250 m, le village est implanté sur la rive gauche de la Vezouze, affluent de la Meurthe à Lunéville. Entre la rivière et le village s’étale la prairie qui, depuis des temps lointains, a été le cadre des traditionnelles fenaisons.

|           | Domjevin  | Blémerey     |
| Bénaménil | Fréménil  | Saint-Martin |
| Buriville | Ogéviller | Herbéviller  |

### Voies de communication et transports

#### Voies de communication
- L'ancien tracé de la RN 4 (à 2 fois 1 voie) est une route très fréquentée (9300 véhicules par jour dont 2500 poids-lourds) et aussi très dangereuse. Durant 5 ans, entre 1993 et 1998, il y a 139 accidents dont 14 mortels. Son trafic ne cesse d'augmenter et ses nuisances aussi : insécurité, bruit, pollution. Le projet d'une déviation par une nouvelle route à 2 fois 2 voies évitant notamment les traversées de Bénaménil, Ogéviller, Herbéviller est déclaré d'utilité publique en 1979 puis prorogé en 1984[1]. Les travaux sont désormais terminés selon le programme de mise en service suivant[1] : 
  - 1re section : Thiébauménil - Echangeur de Bénaménil → fin 2002
  - 2e section : Echangeur de Bénaménil - Gogney → 2e semestre 2005
  - 3e section : Gogney - Saint-Georges → 2007
- La route nationale 4 Paris - Strasbourg, mise en service en 2003, passe à 1,5 km du village, ce qui le protège du bruit de la circulation des grands axes routiers cependant que le chemin départemental 19a lui assure la desserte entre Bénaménil et Ogéviller. L'ancien tracé de la RN 4 est depuis déclassé en RD 400.

### Hydrographie
La commune est dans le bassin versant du Rhin au sein du bassin Rhin-Meuse. Elle est drainée par la Verdurette, la Vezouze et le ruisseau de la Baraque,.
La Verdurette baigne le bas du village, au lieu-dit la Banvoire : c'est le lieu où demeurait le garde du ban communal (de ban, propriété du seigneur (la prairie) mais à usage obligatoire des paysans, moyennant redevance, et voire (du germain « Ward » : gardé, gardien). On peut traduire de nos jours cette fonction par « garde champêtre ». C'est aussi en ce lieu que se situait l'abreuvoir pour les animaux, zone du ruisseau près du pont de la Banvoire où l'on trouvait un pédiluve pour les chevaux. D'une longueur de 11 km, prend sa source dans la commune de Neufmaisons et se jette  dans la Vezouze sur la commune, après avoir traversé onze communes. 

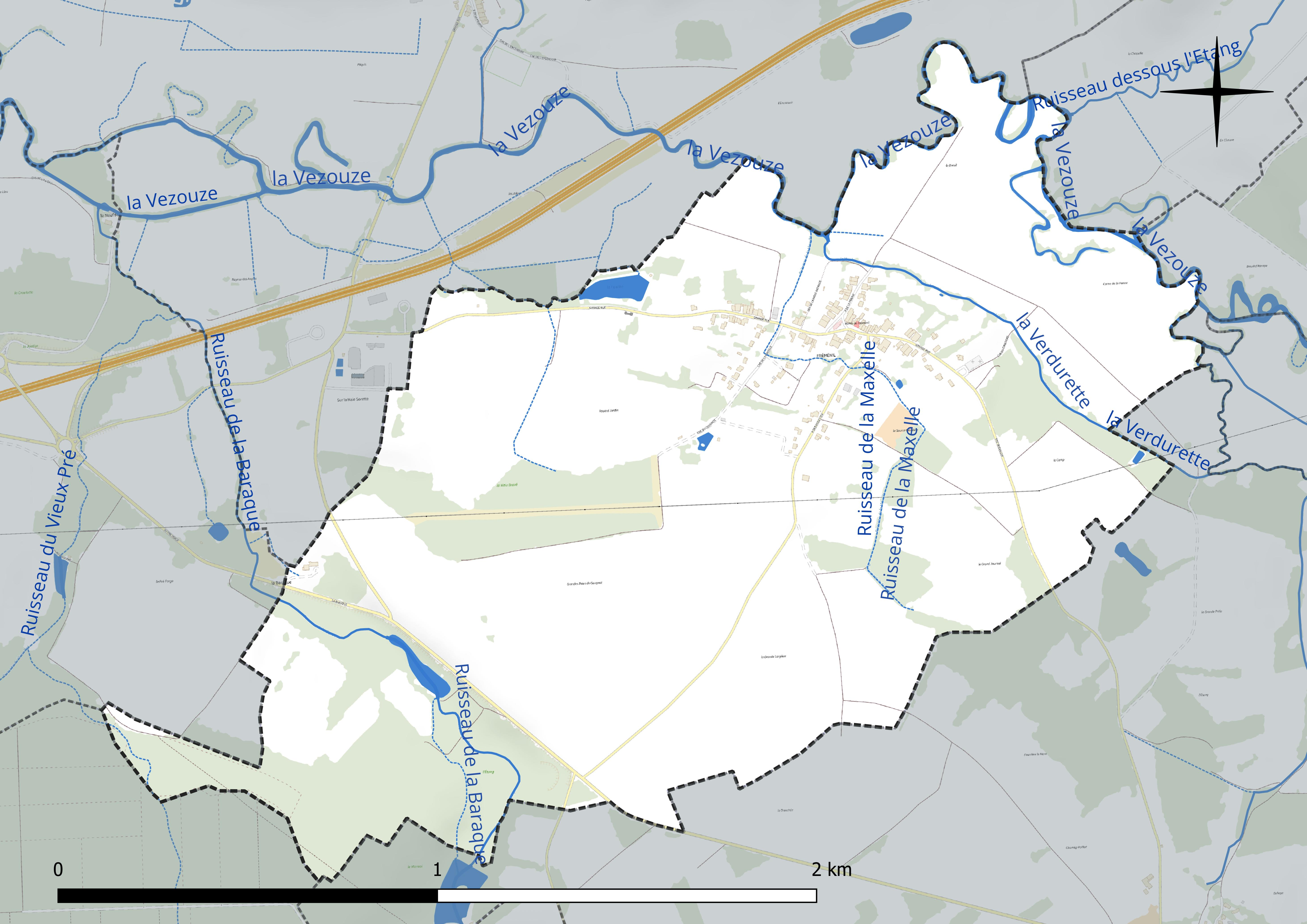
Réseau hydrographique de Fréménil.

La Vezouze, d'une longueur de 75 km, prend sa source dans la commune de Saint-Sauveur et se jette  dans la Meurthe à Rehainviller, après avoir traversé 24 communes. 

### Climat
Pour des articles plus généraux, voir Climat du Grand Est et Climat de Meurthe-et-Moselle.
En 2010, le climat de la commune est de type climat des marges montargnardes, selon une étude du Centre national de la recherche scientifique s'appuyant sur une série de données couvrant la période 1971-2000. En 2020, Météo-France publie une typologie des climats de la France métropolitaine dans laquelle la commune est exposée à un climat semi-continental et est dans la région climatique  Vosges, caractérisée par une pluviométrie très élevée (1 500 à 2 000 mm/an) en toutes saisons et un hiver rude (moins de 1 °C). 
Pour la période 1971-2000, la température annuelle moyenne est de 9,8 °C, avec une amplitude thermique annuelle de 17 °C. Le cumul annuel moyen de précipitations est de 870 mm, avec 12 jours de précipitations en janvier et 9,6 jours en juillet. Pour la période 1991-2020, la température moyenne annuelle observée sur la station météorologique de Météo-France la plus proche, « St Maurice », sur la commune de Saint-Maurice-aux-Forges à 12 km à vol d'oiseau, est de 10,5 °C et le cumul annuel moyen de précipitations est de 837,4 mm. 
La température maximale relevée sur cette station est de 39,2 °C, atteinte le 25 juillet 2019 ; la température minimale est de −19,9 °C, atteinte le 1er mars 2005,,. 
Les paramètres climatiques de la commune ont été estimés pour le milieu du siècle (2041-2070) selon différents scénarios d'émission de gaz à effet de serre à partir des nouvelles projections climatiques de référence DRIAS-2020. Ils sont consultables sur un site dédié publié par Météo-France en novembre 2022.

## Urbanisme

### Typologie
Au 1er janvier 2024, Fréménil est catégorisée commune rurale à habitat dispersé, selon la nouvelle grille communale de densité à sept niveaux définie par l'Insee en 2022.
Elle est située hors unité urbaine et hors attraction des villes,.

### Occupation des sols
L'occupation des sols de la commune, telle qu'elle ressort de la base de données européenne d’occupation biophysique des sols Corine Land Cover (CLC), est marquée par l'importance des territoires agricoles (77,5 % en 2018), en diminution par rapport à 1990 (87,6 %). La répartition détaillée en 2018 est la suivante : prairies (44,1 %), terres arables (21 %), zones agricoles hétérogènes (12,4 %), forêts (12,4 %), zones urbanisées (10,1 %). L'évolution de l’occupation des sols de la commune et de ses infrastructures peut être observée sur les différentes représentations cartographiques du territoire : la carte de Cassini (XVIIIe siècle), la carte d'état-major (1820-1866) et les cartes ou photos aériennes de l'IGN pour la période actuelle (1950 à aujourd'hui).

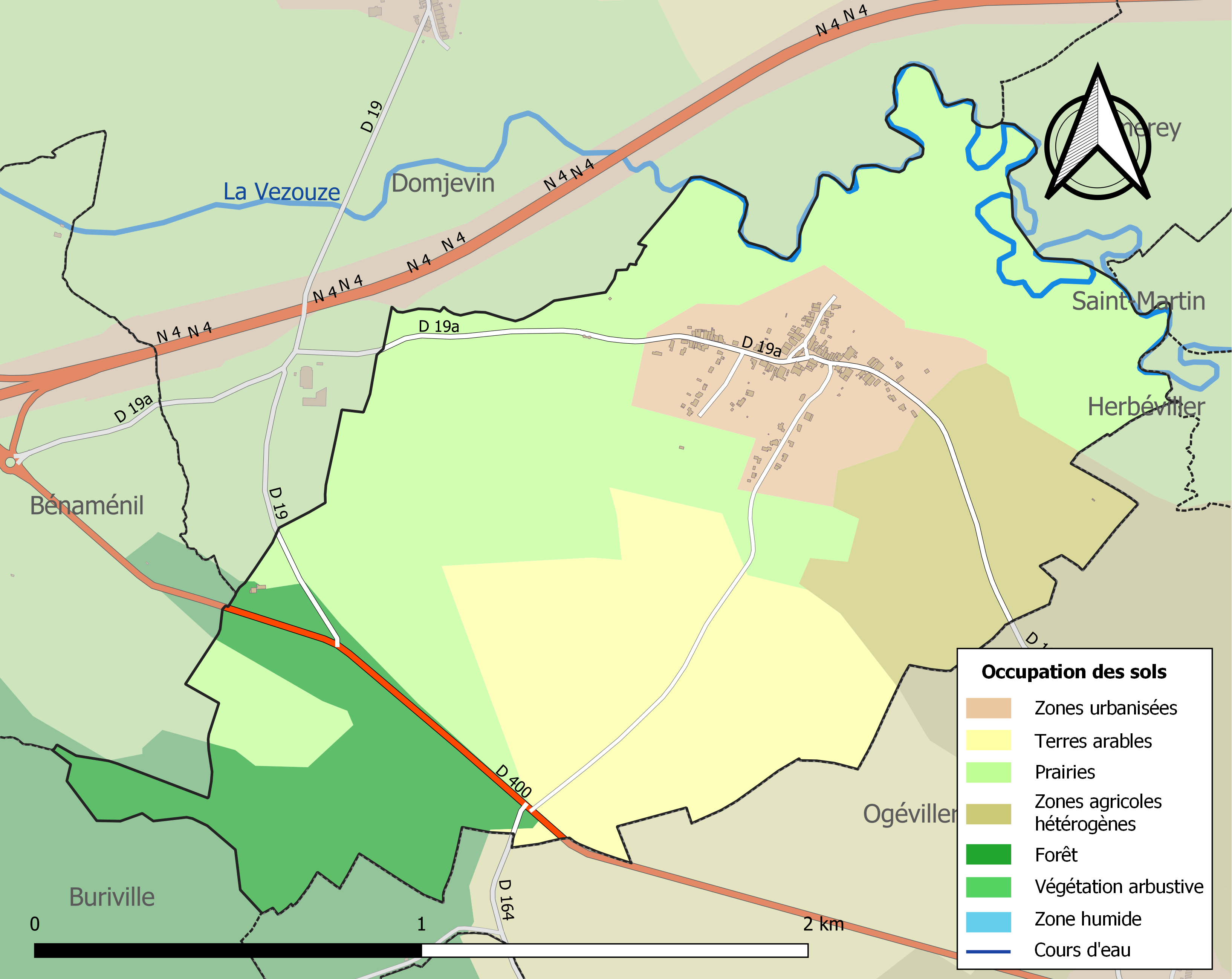
Carte des infrastructures et de l'occupation des sols de la commune en 2018 (CLC).

## Toponymie
D'après Henri Lepage, le nom de la localité est attesté sous les formes Frémymesnil en 1476 ; Frémiménil en 1478, ensuite le fief de Fréménil relève du comté de Blâmont.

## Histoire
En 1034, des titres de l’abbaye Saint-Rémy de Lunéville mentionnent que les habitants de Fréménil, tout comme ceux de Vého, sont tenus d’assurer l’entretien du pont de Domjevin sur la Vezouze.
En 1478, Marguerite de Chambley fait foi et hommage au comte de Blâmont pour la ville de Frémiménil.
D’abord un hameau, composé de quelques habitations de fermiers qui s’étaient placés sous la protection des templiers de Domjevin, Fréménil ne figure pas sur les cartes des Trois-Évêchés avant le XVIIe siècle. Tout laisse à penser que c’est auprès du vieux puits banal, qui lui a fourni l’eau potable (élément essentiel pour la vie des hommes et des animaux), que s’est édifié progressivement le village avec ses maisons de fermiers, de laboureurs et de manouvriers. Le lieu du culte a dû accompagner la création du village.
Fréménil dépendait du domaine de la principauté épiscopale de Metz. D’abord annexe de Migneville, Monseigneur de Bissy, évêque de Toul, l’unit à la paroisse de Bénaménil le 22 octobre 1686. En 1756, on retrouve le village sous l’appellation de Friménil avec son écart “le Moulin de la Baraque” qui relèvent du diocèse de Metz - juridiction et généralité de Vic.
Après sa dépendance à Bénaménil depuis 1686, le village obtient son église paroissiale qui est bâtie en 1766, date du début des actes de l'état civil.
En 1768, monsieur de Ligniville était seigneur de Fréménil. Dans les anciennes divisions de 1790 on trouve Fréménil, canton d’Ogeviller, district de Blâmont - circonscription ecclésiastique : diocèse de Metz.
En 1853, au Moulin de la Baraque, il y a une maison, 2 ménages et 10 habitants.
La gare de Fréménil de la ligne de Lunéville à Blâmont et à Badonviller est inaugurée par le ministre Albert Lebrun le 13 août 1911. C'est en fait une halte située à proximité du centre du village devenue habitation au XXIe siècle. Le trafic fonctionnera jusqu'en 1942.
En juillet 1936, monsieur l’abbé Emile Hatton, curé de Domjevin, professeur d’histoire procéda à des fouilles archéologiques au cimetière de Fréménil.

## Politique et administration

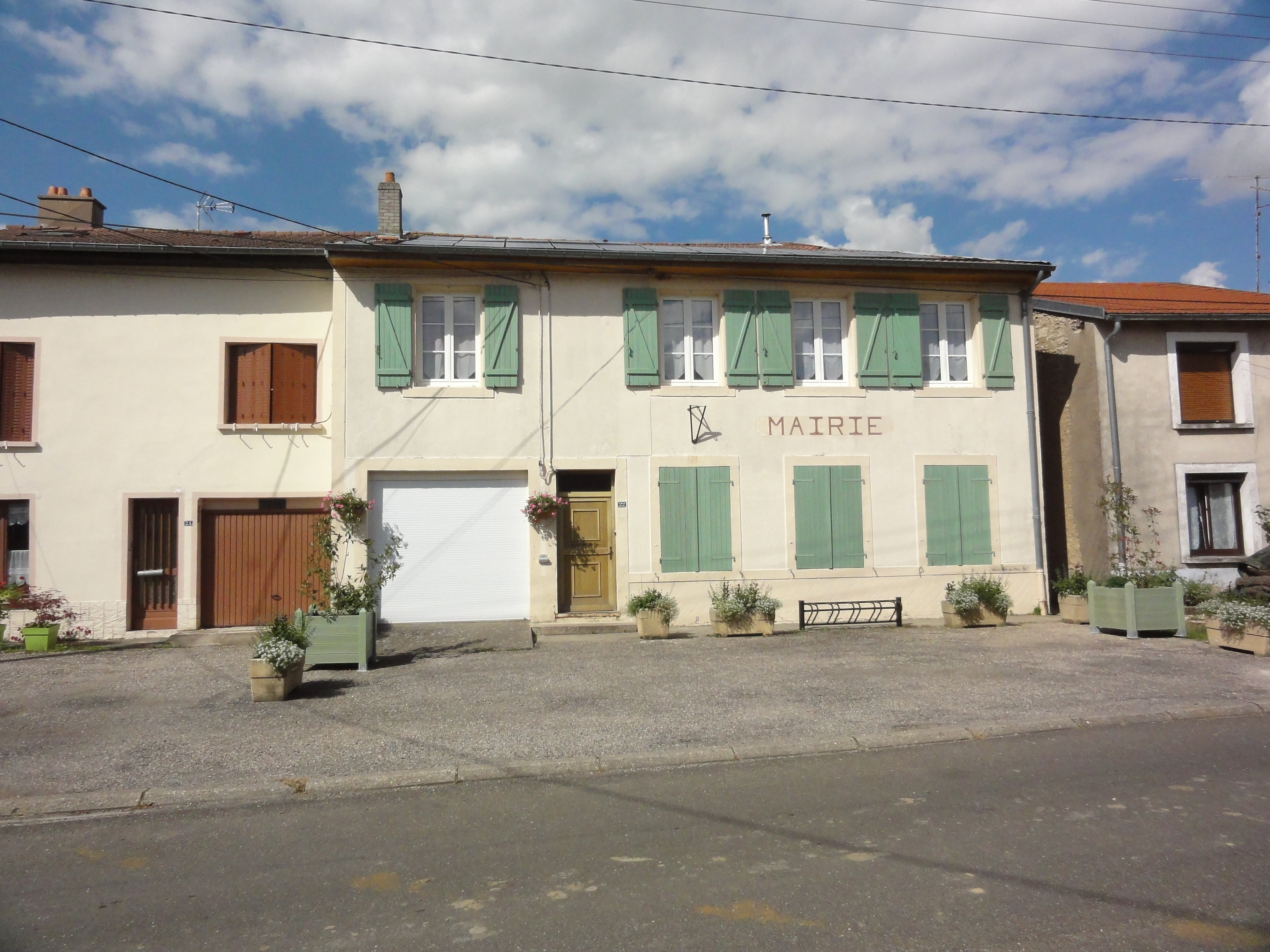
Mairie de Fréménil.

| Période                                  | Période  | Identité             | Étiquette | Qualité                                                     |
| ---------------------------------------- | -------- | -------------------- | --------- | ----------------------------------------------------------- |
| Les données manquantes sont à compléter. |          |                      |           |                                                             |
| mars 2001                                | 2014     | Michel Neige         |           |                                                             |
| avril 2014                               | mai 2020 | Patrick Louis-Castet |           | Retraité salarié du secteur privé                           |
| mai 2020                                 | En cours | Nicole Milbach,      |           | Employée civile ou agent de service de la fonction publique |

## Population et société

### Démographie
L'évolution du nombre d'habitants est connue à travers les recensements de la population effectués dans la commune depuis 1793. Pour les communes de moins de 10 000 habitants, une enquête de recensement portant sur toute la population est réalisée tous les cinq ans, les populations de référence des années intermédiaires étant quant à elles estimées par interpolation ou extrapolation. Pour la commune, le premier recensement exhaustif entrant dans le cadre du nouveau dispositif a été réalisé en 2006.

En 2022, la commune comptait 223 habitants, en stagnation par rapport à 2016 (Meurthe-et-Moselle : −0,13 %, France hors Mayotte : +2,11 %).
| 1793 | 1800 | 1806 | 1821 | 1831 | 1836 | 1841 | 1846 | 1851 |
| ---- | ---- | ---- | ---- | ---- | ---- | ---- | ---- | ---- |
| 208  | 226  | 217  | 656  | 290  | 293  | 286  | 290  | 298  |

| 1856 | 1861 | 1872 | 1876 | 1881 | 1886 | 1891 | 1896 | 1901 |
| ---- | ---- | ---- | ---- | ---- | ---- | ---- | ---- | ---- |
| 278  | 291  | 286  | 281  | 277  | 265  | 264  | 236  | 238  |

| 1906 | 1911 | 1921 | 1926 | 1931 | 1936 | 1946 | 1954 | 1962 |
| ---- | ---- | ---- | ---- | ---- | ---- | ---- | ---- | ---- |
| 237  | 240  | 225  | 221  | 204  | 195  | 154  | 136  | 120  |

| 1968 | 1975 | 1982 | 1990 | 1999 | 2006 | 2011 | 2016 | 2021 |
| ---- | ---- | ---- | ---- | ---- | ---- | ---- | ---- | ---- |
| 123  | 124  | 120  | 140  | 147  | 168  | 216  | 223  | 219  |

| 2022 | - | - | - | - | - | - | - | - |
| ---- | - | - | - | - | - | - | - | - |
| 223  | - | - | - | - | - | - | - | - |

## Économie
Au XIXe siècle, en plus de l'agriculture et de la production d'osier, l'artisanat se développe avec la vannerie et la broderie.
En 1888, la monographie de la commune donne la répartition des activités par une statistique des sols : 182 ha pour la culture (blé, seigle, avoine, pomme de terre et betterave), 62 ha pour la prairie naturelle, 29 ha pour le trèfle et le fourrage et 14 ha pour l'osier.
En 2014, Fréménil compte 16 établissements, essentiellement dans l'élevage, la culture de céréales, la restauration, la santé et travaux divers.

## Culture locale et patrimoine

### Lieux et monuments
- Portes monumentales à colonnes de maisons anciennes[31].
- Le gué : endroit où la Verdurette se jette dans la Vezouze[32].
- Église (1766) : chœur sculpté, tour romane remaniée, nef et chevet du XVIIe siècle[33].

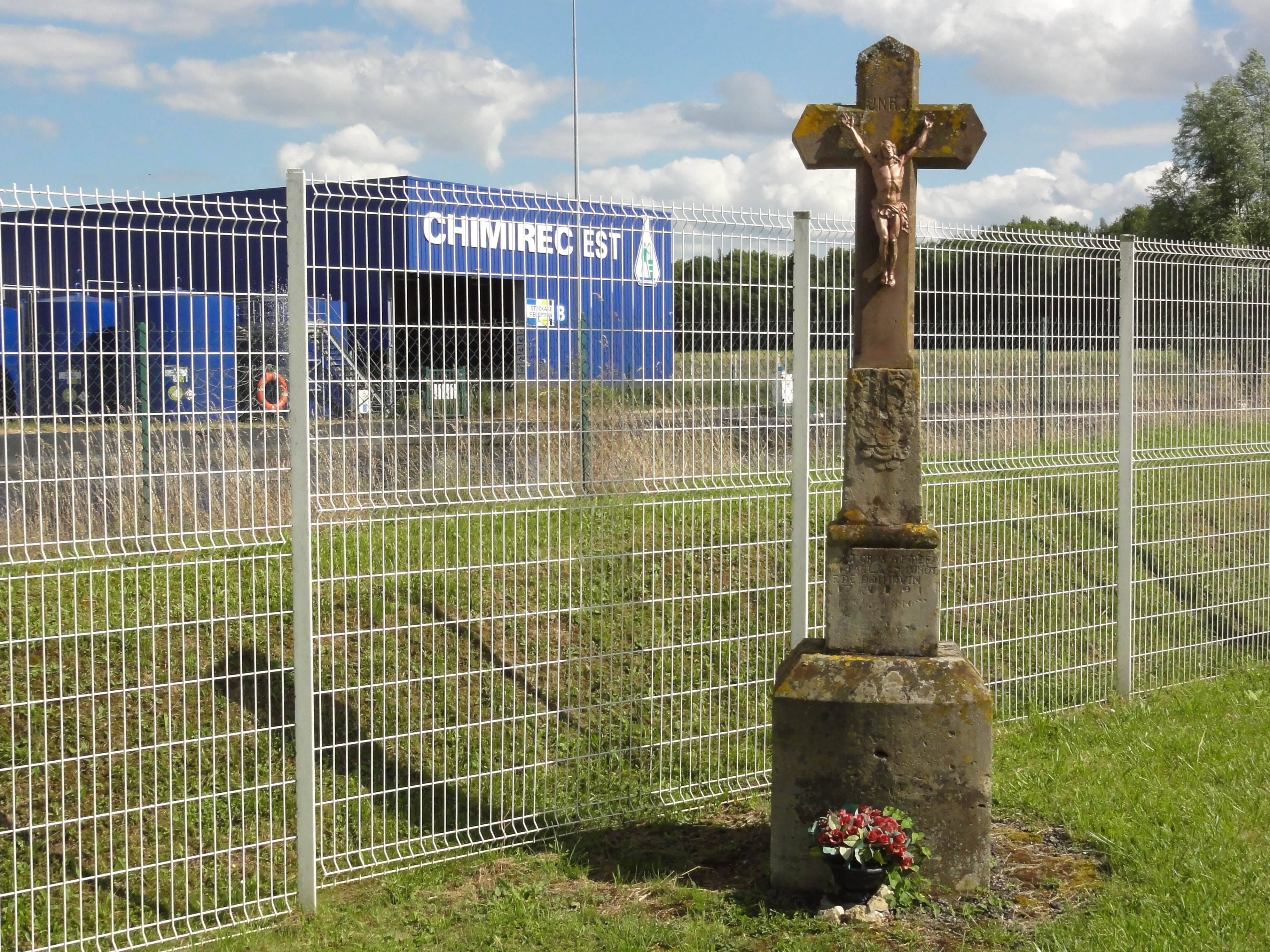
Croix de chemin.
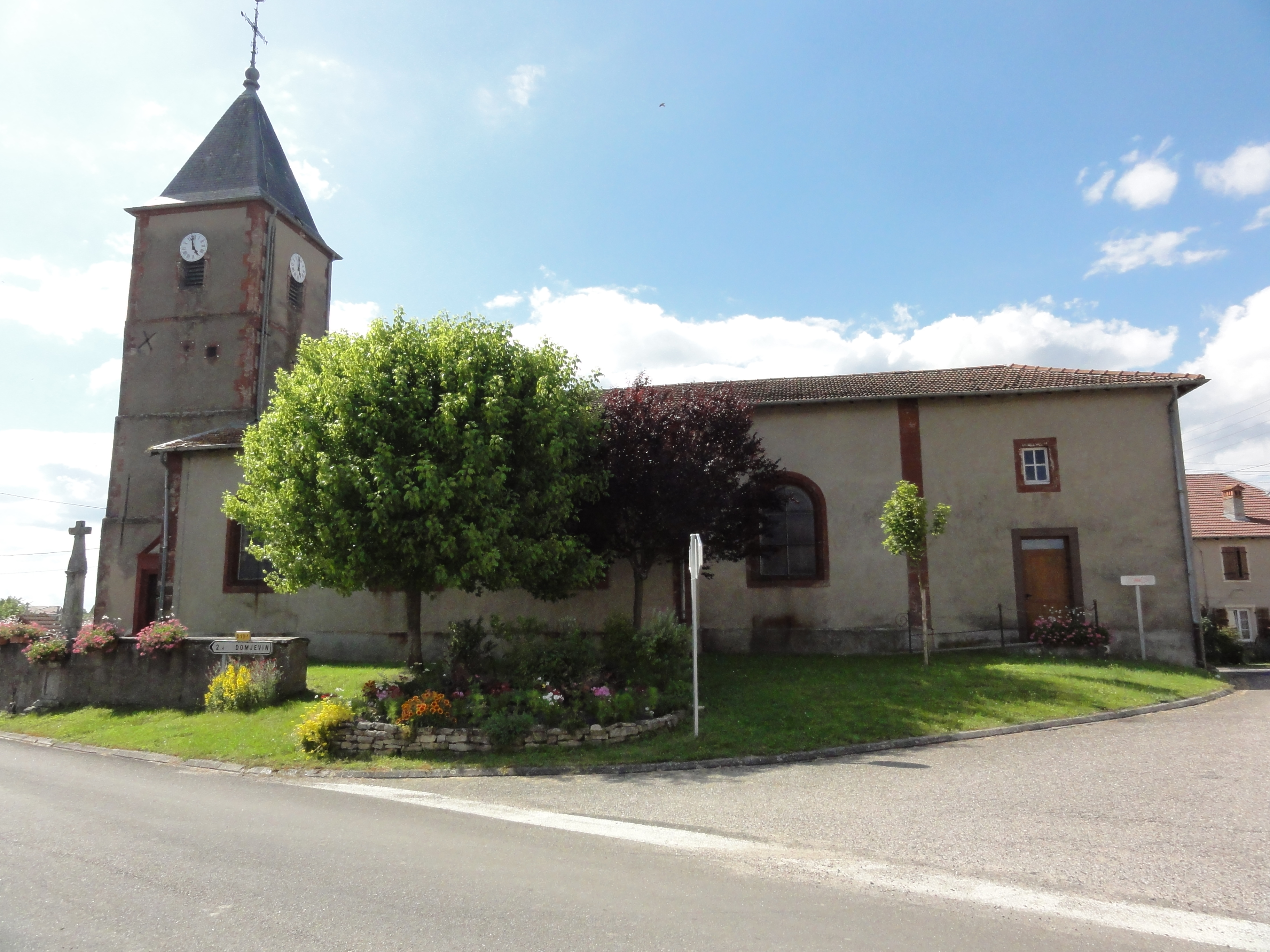
Église Saint-Pierre.
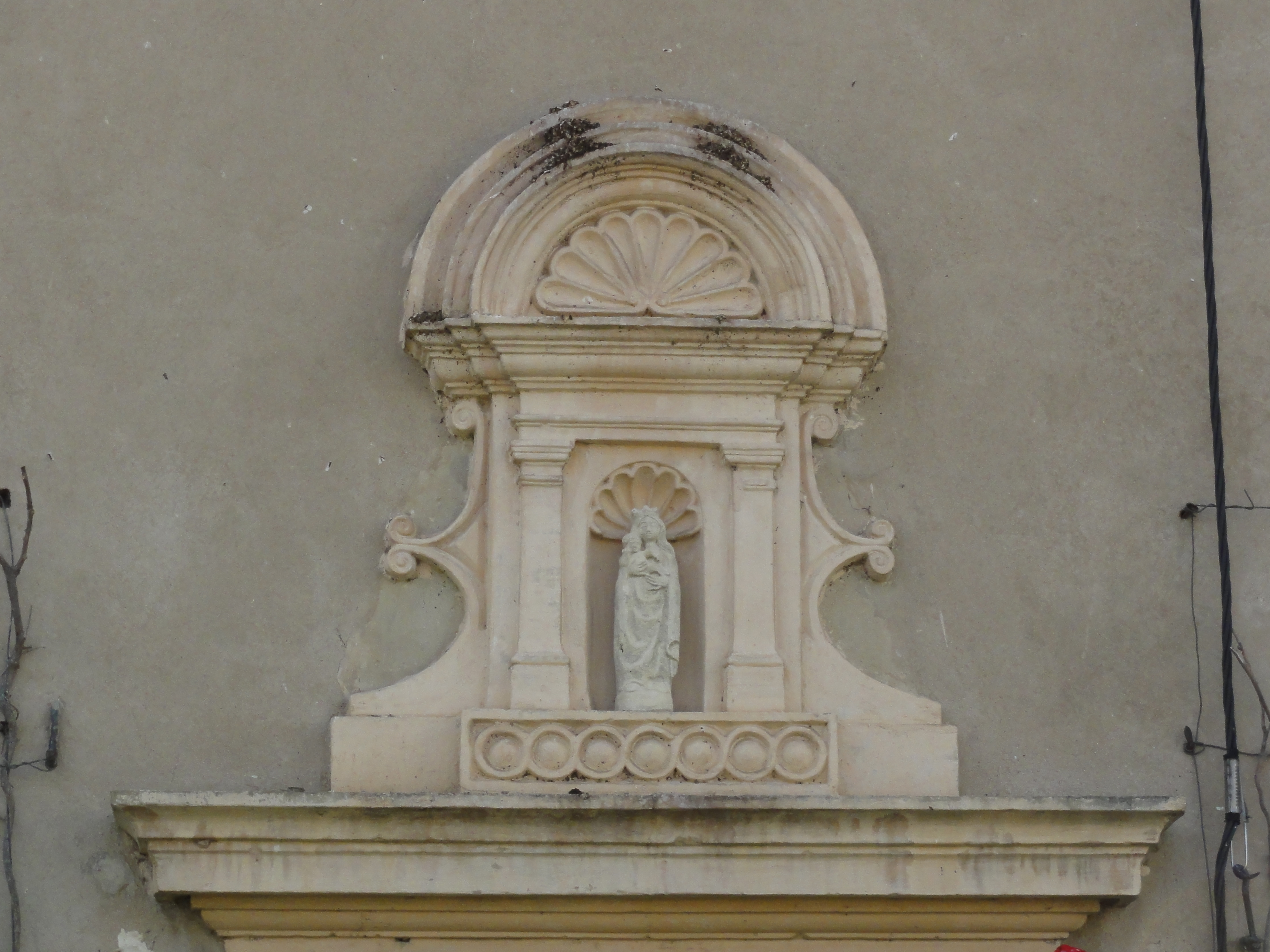
Porte monumentale.

### Personnalité liée à la commune
- M. l'abbé Émile Hatton (1882-1963), érudit, curé de Domjevin, fit des fouilles en 1936[34],[21].

### Héraldique
| Blason de Fréménil | Blason  | Parti d'argent au chardon de pourpre tigé, arraché et feuillé de sinople, et de Lorraine. |
| Blason de Fréménil | Détails | Création Jean Spaite. Adopté en 1998.                                                     |